# Christian Saceanu
Christian Saceanu, né le 8 juillet 1968 à Cluj-Napoca, est un ancien joueur roumain de tennis professionnel, naturalisé allemand en 1985.

## Palmarès

### Titres en simple messieurs
| No | Date       | Nom et lieu du tournoi                             | Catégorie    | Dotation  | Surface      | Finaliste        | Score         |  |
| -- | ---------- | -------------------------------------------------- | ------------ | --------- | ------------ | ---------------- | ------------- |  |
| 1  | 13-06-1988 | Tournoi de tennis de Bristol, Bristol              |              | 93 400 $  | Gazon (ext.) | Ramesh Krishnan  | 6-4, 2-6, 6-2 |  |
| 2  | 10-06-1991 | Continental Grass Court Championships, Bois-le-Duc | World Series | 225 000 $ | Gazon (ext.) | Michiel Schapers | 6-1, 3-6, 7-5 |  |

### Finale en simple messieurs
| No | Date       | Nom et lieu du tournoi                           | Catégorie | Dotation | Surface    | Vainqueur   | Score         |  |
| -- | ---------- | ------------------------------------------------ | --------- | -------- | ---------- | ----------- | ------------- |  |
| 1  | 13-07-1987 | Volvo Tennis-New Jersey championship, Livingston |           | 89 400 $ | Dur (ext.) | Johan Kriek | 7-6, 3-6, 6-2 |  |